# Crucianella bouarfae
Crucianella bouarfae là một loài thực vật có hoa trong họ Thiến thảo. Loài này được Andreonszkyu mô tả khoa học đầu tiên năm 1935.